# Palau-castell de Betxí
El palau-castell de Betxí, també anomenat "castell-palau dels Comtes de Ariza", "dels Guadalest" o "castell de Betxí", situat a la plaça Major de Betxí (Plana Baixa, País Valencià) és un edifici residencial fortificat d'estils gòtic i renaixement, construït a finals del segle xvi sobre una fortalesa medieval.
Es tracta d'un edifici de planta quadrangular que s'ordena a partir d'un pati central d'estil renaixentista. Comptava amb fossat i amb quatre torrasses a les cantonades dels que només conserva la planta baixa dels dos posteriors, amb basament de carreus en talús amb un bordó sobre el qual arrenca la fàbrica de maçoneria. De les torres que flanquejaven la façana només queden els fonaments.
El pati és l'element central del palau, amb arcs carpanells sustentats per columnes jòniques i arcades de severa concepció i motlluratge. Disposa de tres en els seus costats majors i dos de major amplada en els menors, decorats amb escuts i medallons en els carcanyols, rètols als àpex dels arcs i claus marcades a l'estil renaixentista. La cronologia es troba entre 1510 i 1571 i mostra semblances amb l'arquitectura d'Alonso de Covarrubias a l'Hospital de Tavera de Toledo.
La part més antiga de l'edifici és la crugia del fons, formada per una nau rectangular coberta amb volta de canó de rajola amb orientació nord-sud. També conserva un arc apuntat que dona pas al pati davant de la porta d'entrada.
A l'exterior únicament es conserva la portada rústica encoixinada d'estil manierista, amb un arc de mig punt d'ampli dovellatge apuntalat, flanquejat per pilastres toscanes amb tambors desestructurats. Aquesta portada és un exemple del serlianisme que domina en els anys seixanta del segle xvi en l'arquitectura valenciana, ja que té l'origen en els repertoris subministrats per Serlio (Llibre IV, viii) i no en la portada del palau Farnese divulgada pel tractat de Vignola com s'ha volgut veure.
Conservat en un relatiu bon estat fins al segle xix, en l'actualitat es troba molt deteriorat pel que fa a la seua imatge original, ja que va pertànyer a diversos propietaris que han anat construint sobre el palau. Les diferents intervencions, no gaire afortunades, a les quals s'ha vist sotmès han desvirtuat el seu estat original, podent en l'actualitat conèixer aproximadament com era la seua planta, ja que té edificacions de nova construcció annexes.
El palau fou declarat Bé d'Interès Cultural el 1997 i fou adquirit per l'ajuntament de Betxí l'any 2003. El 2007 s'enderrocaren dos corrals adossats al palau, deixant a la vista una de les torres. Durant el 2008 s'hi dugueren a terme treballs arqueològics que descobriren el que poden ser els fonaments d'una torre de la fortalesa medieval de mitjan segle xiv i restes humanes, que podrien correspondre a una antiga necròpolis islàmica anterior al castell (segle xi-xiii).